# Citronella incarum
Citronella incarum är en järneksväxtart som först beskrevs av Macbride, och fick sitt nu gällande namn av Howard. Citronella incarum ingår i släktet Citronella och familjen Cardiopteridaceae. Inga underarter finns listade i Catalogue of Life.